# Jing Guang Centre
El Jing Guang Centre (en chino tradicional, 京廣中心; en chino simplificado, 京广中心; pinyin, Jīng-Guǎng Zhōngxīn, una abreviatura de «Beijing-Guangzhou Centre») es un rascacielos de 208 metros de altura situado en el distrito financiero de Pekín (China), que fue el más alto de Pekín desde 1989 hasta 2006.
El Jing Guang Centre también fue el edificio más alto de China continental desde su finalización en 1989 hasta 1996, cuando se completaron la King Tower en Shanghái y Shun Hing Square en Shenzhen. La torre principal está compuesta por tres partes: hotel, oficinas y apartamentos, además de un edificio lateral al norte que contiene espacio adicional de oficinas.

## Rosewood Beijing Hotel
El hotel del edificio era originalmente el Jing Guang New World Hotel Beijing. Este hotel fue cerrado y renovado entre 2012 y 2013, pasando a llamarse Rosewood Beijing Hotel. A fecha de 2018, el Rosewood Beijing seguía siendo propiedad de la empresa New World Development, pero estaba gestionado por la empresa Rosewood Hotel Group. El Rosewood Hotel Group es el propietario de las marcas Rosewood Hotels & Resorts y New World.
Otro New World Beijing Hotel ha abierto en Wangfujing, en el 8 de Qinian Street, en Chongwenmen (Distrito de Dongcheng).